# 리처드 피스크

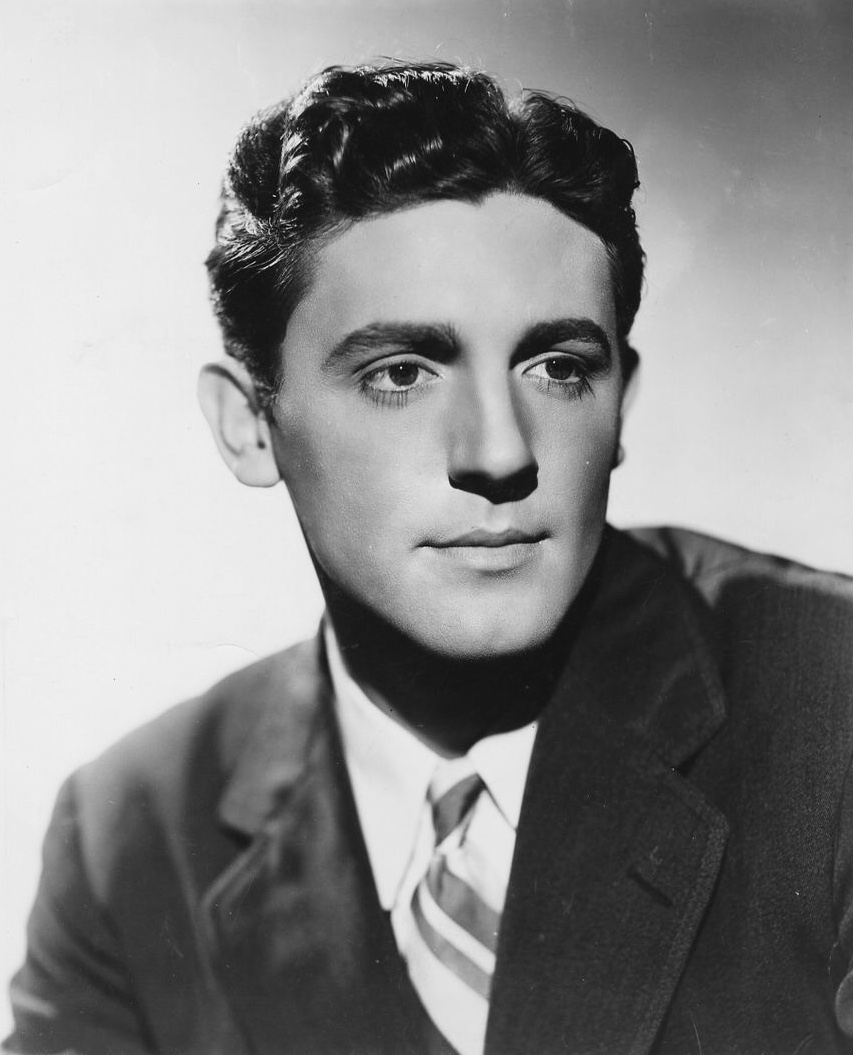

리처드 피스크(Richard Fiske, 1915년 11월 20일 ~ 1944년 8월 10일)는 미국의 배우이다.
셸턴에서 태어났다.

## 영화
- 메이저와 마이너 (1942년)
- 타임 아웃 포 리듬 (1941년)
- 스파이더스 웹 (1938년)